# Gafait
Gafait (franska: Gafait (CR), Gafait (Commune Rurale), arabiska: أولاد سيدي عبد الحاكم) är en kommun i Marocko.   Den ligger i provinsen Jerada och regionen Oriental, i den nordöstra delen av landet, 400 km öster om huvudstaden Rabat. Antalet invånare är 2 654.